# Bekzat Sattarkhanov
Bekzat Sattarkhanov (in kazako Бекзат Саттарханов?; 4 aprile 1980 – 31 dicembre 2000) è stato un pugile kazako.

## Palmarès

### Olimpiadi
- 1 medaglia:
  - 1 oro (Sydney 2000 nei pesi piuma)

### Campionati asiatici
- 1 medaglia:
  - 1 argento (Tashkent 1999 nei pesi piuma)